# Prolatif
En linguistique, le prolatif est un cas grammatical présent dans certaines langues, exprimant le lieu ou le milieu à travers lequel se déroule un mouvement, ou encore le vecteur (support, médium) d'un déplacement ou d'un transfert d'information.
Exemples :
- En finnois (suffixe -[i]tse) : meri « la mer » → meritse « par la mer » ; posti « la poste » → postitse : « par la poste » ; netitse « sur / par l'Internet ».

Cependant, les grammaires basques qualifient de "prolatif" la forme utilisant le suffixe -tzat directement accolé à la racine d'un substantif. La fonction d'un tel mot en basque se rattache en fait aux cas grammaticaux essif ou translatif.